# Bugatti Divo
Bugatti Divo — спортивный автомобиль автопроизводителя Bugatti. Автомобиль назван в честь французского гонщика Альбера Диво, который участвовал в гонках за команду Bugatti в 1920-х годах и выиграл гонку Targa Florio дважды.
Автомобиль вдохновлён Bugatti Type 57SC Atlantic, концепция дизайна взята у Bugatti Vision Gran Turismo, основное назначение машины — высокие результаты на гоночной трассе. Выхлопная система машины была изменена, есть четверные выхлопные трубы. Ширина заднего фиксированного антикрыла — 1,8 метра, это на 23 % шире, чем аналогичный показатель антикрыла на Veyron (у которого оно выдвижное). Прежде чем набегающий воздух попадёт в двигатель и на антикрыло, он разделяется NACA воздуховодом для улучшения прижимной силы. Кроме того, для лучшей аэродинамики и охлаждения тормозов, установлены большой передний сплиттер и боковые юбки.
В качестве силовой установки на автомобиле используется оснащённый четырьмя турбонагнетателями двигатель W16 мощностью 1479 л.с. В паре с ним работает семиступенчатая роботизированная КПП с двойным сцеплением. Всё это позволяет добиться ускорения 0–100 км/ч за 2,4 сек. Максимальная скорость автомобиля ограничена 380 км/ч.
В Bugatti запланировали производство всего 40 автомобилей, их сборка производилась на основной фабрике компании. Все 40 машин были проданы по предзаказам существующим владельцам Bugatti Chiron ещё до открытия свободной продажи.
Летом 2021 года производство было завершено.